# Psorochroa granulata
Psorochroa granulata is een keversoort uit de familie kniptorren (Elateridae). De wetenschappelijke naam van de soort is voor het eerst geldig gepubliceerd in 1883 door Broun.